# Beatrix, Oranje onder vuur
Beatrix, Oranje onder vuur is een vierdelige Nederlandse televisieserie over het leven van Beatrix der Nederlanden, die werd uitgezonden door de VPRO. Zij wordt gespeeld door twee acteurs: Mara van Vlijmen speelt de jonge prinses Beatrix en Willeke van Ammelrooy vertolkt de rol van de oude koningin. De serie is een gedramatiseerde interpretatie van historische gebeurtenissen.
Beatrix, Oranje onder vuur is een vervolg op de eveneens vierdelige VPRO-serie Bernhard, schavuit van Oranje. De serie heeft dezelfde producent, regisseur en scenarioschrijver. Ellen Vogel en Eric Schneider zijn echter de enige acteurs die daadwerkelijk terugkeren.
Van 6 tot 27 maart 2012 werd de serie door de Vlaamse omroep VRT uitgezonden op Eén.
Van 5 tot 26 april 2013 werd de serie op Nederland 2 herhaald ter gelegenheid van de abdicatie van koningin Beatrix op 30 april 2013.

## Rolverdeling
| Acteur                | Personage            |
| --------------------- | -------------------- |
| Willeke van Ammelrooy | oude Beatrix         |
| Mara van Vlijmen      | jonge Beatrix        |
| Peter Oosthoek        | oude Claus           |
| Ian Bok               | jonge Claus          |
| Ellen Vogel           | oude Juliana         |
| Antoinette Jelgersma  | jonge Juliana        |
| Eric Schneider        | oude Bernhard        |
| Thom Hoffman          | jonge Bernhard       |
| Bastiaan Ragas        | Willem-Alexander     |
| Katja Herbers         | Máxima               |
| Kitty Courbois        | Wilhelmina           |
| Karin Meerman         | oude Irene           |
| Hanne Arendzen        | jonge Irene          |
| Margien van Doesen    | Margarita            |
| Wim Bouwens           | Jan Peter Balkenende |
| Sjoerd Pleijsier      | Joop den Uyl         |
| Vincent Croiset       | jonge Ruud Lubbers   |
| Stefan de Walle       | jonge Dries van Agt  |
| Nico de Vries         | Geert Wilders        |
| Ottolien Boeschoten   | Majoor Bosshardt     |
| Urias Boerleider      | Jim                  |

## Afleveringen
| Aflevering | Titel          | Uitzenddatum    | Kijkcijfers |
| ---------- | -------------- | --------------- | ----------- |
| 1          | De roeping     | 2 januari 2012  | 1.672.000   |
| 2          | De prijs       | 9 januari 2012  | 1.583.000   |
| 3          | De omwenteling | 16 januari 2012 | 1.480.000   |
| 4          | De troon       | 23 januari 2012 | 1.568.000   |